# Charmosyna palmarum
Charmosyna palmarum é uma espécie de ave da família Psittacidae.
Pode ser encontrada nos seguintes países: Ilhas Salomão e Vanuatu.
Os seus habitats naturais são: florestas subtropicais ou tropicais húmidas de baixa altitude, regiões subtropicais ou tropicais húmidas de alta altitude e plantações.
Está ameaçada por perda de habitat.